# HaDivadlo

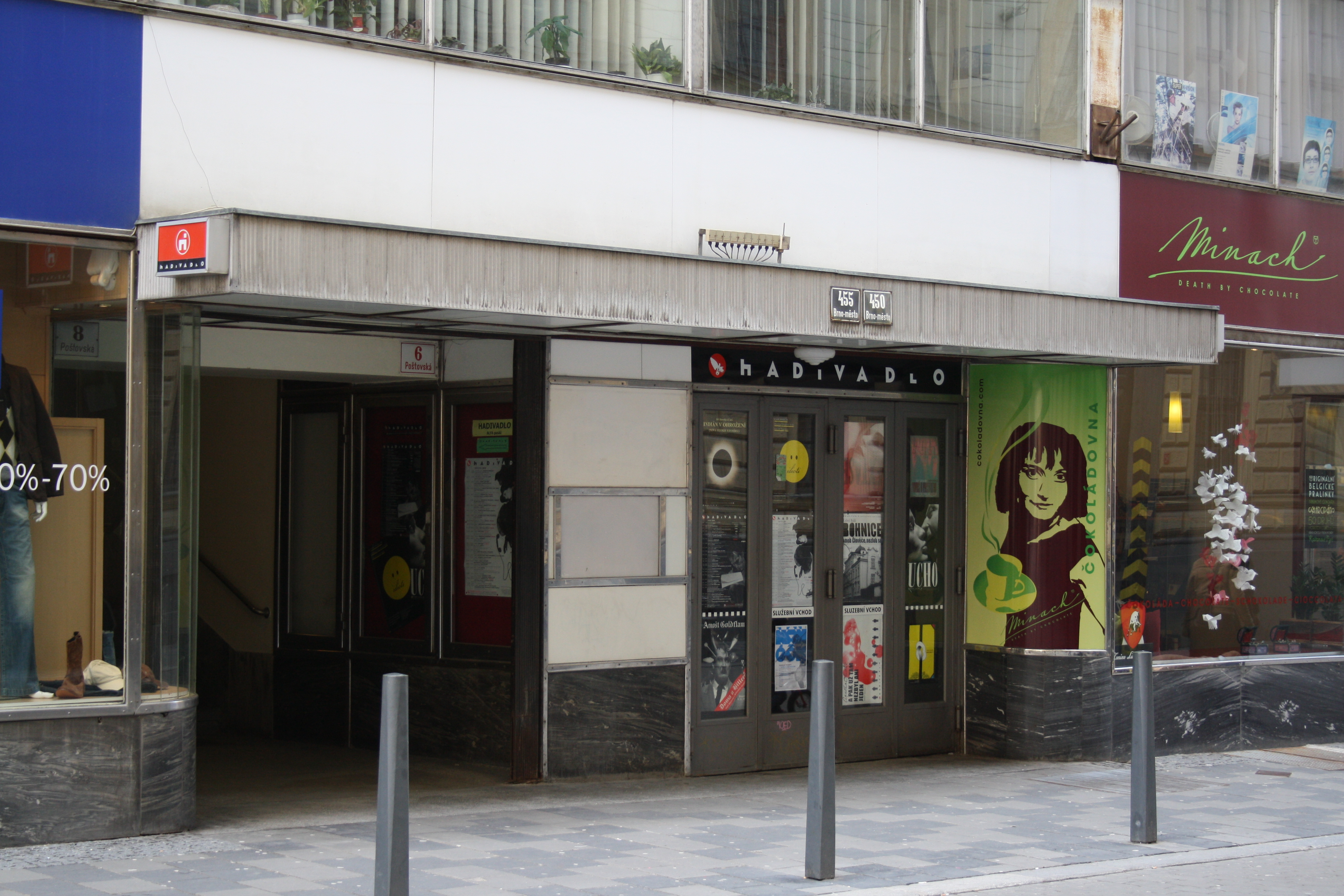
HaDivadlo

HaDivadlo는 체코 브르노에 위치한 극장이다.

## 같이 보기
- (체코어) 공식 웹사이트
- (체코어) 공식 블로그